# Spätzeit des Alten Ägyptens

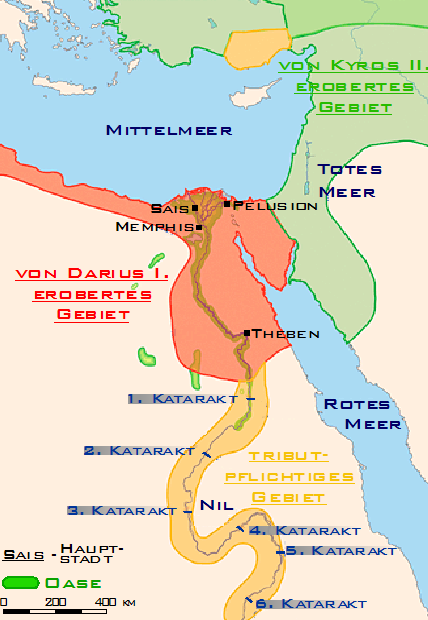
Ausdehnung des altägyptischen Reiches

Als Spätzeit des Alten Ägyptens wird im Allgemeinen die Zeit der 26.–31. Dynastie (nach Manetho) bezeichnet. Damit umfasst die Spätzeit neben Perioden der Selbständigkeit (26. sowie 28.–30. Dynastie) auch die Perioden der persischen Fremdherrschaft (27. und 31. Dynastie). Als Beginn der Spätzeit wird bisweilen bereits die sonst noch zur Dritten Zwischenzeit gerechnete 25., „nubische“ Dynastie angesehen. Als Ende der Spätzeit gilt allgemein das Jahr 332 v. Chr., in dem Alexander der Große Ägypten kampflos einnahm und damit für Ägypten die griechisch-römische Zeit einleitete. Wenn die „Spätzeit“ pauschal als die letzte Periode bezeichnet wird, in der das vorhellenistische Ägypten als eigenständige Großmacht in Erscheinung trat, so ist zu bedenken, dass diese Charakterisierung nur auf die 26., „saïtische“ Dynastie, zutrifft.

## Vorgeschichte
Die assyrische Herrschaft unter Assurbanipal erreichte ihren Höhepunkt mit der Eroberung und Zerstörung von Theben mit all den dort beheimateten Heiligtümern der Ägypter. Doch nach dem Tode Assurbanipals erlosch die Macht der Assyrer ebenso schnell, wie sie vorher erstarkt war.

## 26. Dynastie
Die 26. Dynastie wird in der Geschichtsforschung auch häufig als Zeit der ägyptischen Restauration bezeichnet. Der Grund dafür ist, dass zur Regierungszeit dieser Dynastie das Land zum letzten Mal in der Antike ein starkes und stabiles Staatswesen aufwies, das in der Lage war, Ägypten gegen seine äußeren Feinde zu verteidigen.
Mit assyrischer Unterstützung konnte sich im Nildelta eine neue Dynastie ägyptischer Pharaonen etablieren. Diese wird nach dem Namen ihrer Hauptstadt Sais auch als Saïtendynastie bezeichnet. Ihr Gründer Psammetich I., der von 664 bis 610 v. Chr. als Pharao regierte, wurde von den Assyrern als ägyptischer König eingesetzt, da er den Auftrag hatte, für Frieden unter den einzelnen assyrischen Fürstentümern im Nildelta zu sorgen.
Psammetich I. hob für die Erfüllung seines Auftrages ein großes Heer aus, das sich nicht nur aus Ägyptern, sondern auch aus Söldnern aus dem ganzen Mittelmeerraum zusammensetzte. Darunter waren hauptsächlich Griechen und Karer aus Kleinasien.
Als das assyrische Reich durch Rebellionen in Babylon um das Jahr 660 v. Chr. geschwächt wurde, nutzte Psammetich I. 653 v. Chr. die Gelegenheit zur Wiederherstellung der ägyptischen Unabhängigkeit. Einen Versuch des erstarkenden neubabylonischen Reiches, Ägypten unter seine Kontrolle zu bringen, konnte er 627 v. Chr. abwehren.
Während seiner über fünfzigjährigen Regierungszeit konnte ganz Ägypten von einer wirtschaftlichen Öffnung nach außen profitieren. Kultur und Kunst erlebten einen neuen Aufschwung.
Sein Sohn Necho II. war der erste Pharao, der eine Seestreitmacht aufbaute. Da die Ägypter über vergleichsweise wenig nautische Erfahrung verfügten, rekrutierte er die Besatzungen im Wesentlichen aus Griechen und Phöniziern. Er begann auch das Projekt eines schiffbaren Kanals zwischen dem Roten Meer und dem pelusischen Nilarm. Außerdem veranlasste er verschiedene Entdeckungsfahrten, zum Beispiel die Erstumsegelung Afrikas im Jahr 596 v. Chr. Versuche Nechos II., das Gebiet Ägyptens um die syrischen Provinzen des neubabylonischen Reiches zu erweitern, scheiterten aufgrund einer militärischen Niederlage.
Psammetich II. versuchte in den sechs Jahren seiner Regierung (594 bis 589 v. Chr.), Ägypten militärisch zu stärken. Nachdem er das Heer und die Flotte aufgerüstet bzw. erweitert hatte, führte er einen Präventivkrieg gegen Nubien, um die Südgrenzen Ägyptens zu sichern. Weiterhin ließ er alle Namenskartuschen der nubischen 25. Dynastie in seinem Machtbereich austilgen.
Apries, der Enkel Nechos II., regierte das Land neunzehn Jahre lang von 589 bis 570 v. Chr. Nach jahrelangen Grenzkämpfen, die er in Palästina, der Levante und Tripolitanien gegen das neubabylonische Reich, die Phönizier und Kyrene geführt hatte, ereignete sich nach einer schweren Niederlage eine Rebellion durch einheimische Soldaten, die durch den Feldherrn Amasis niedergeschlagen werden sollte. Nach der Rückkehr des Pharao Apries in das Nildelta eskalierte die Revolte zu einem Aufstand gegen die griechische Vorherrschaft im Lande. Die Erhebung wurde nun von Amasis selbst geleitet und endete mit dem Sturz Apries vom Pharaonenthron und seiner Flucht aus dem Nildelta. Der siegreiche General bestieg den ägyptischen Thron. Apries kam drei Jahre später bei dem Versuch ums Leben, die Macht zurückzuerobern.
Unter Pharao Amasis – er regierte von 570 bis 526 v. Chr. – öffnete sich das ägyptische Reich noch weiter nach außen, was zu einer weiteren Erstarkung des griechischen Einflusses auf die Region führte. Die Stadt Naukratis, gegründet um 630 v. Chr. von griechischen Einwanderern aus Milet, erhielt einen besonderen Status als Freihandelszone, in der der gesamte Handel zwischen Griechenland und Ägypten zu erfolgen hatte. Weiterhin gestattete Amasis den Griechen die Errichtung von Heiligtümern. Die letzten Jahre seiner Regierungszeit waren durch den Kampf gegen das Persische Reich geprägt.
Ein halbes Jahr nach der Thronbesteigung des Psammetich III. im Jahr 526 v. Chr. ereignete sich 525 v. Chr. die Schlacht bei Pelusion zwischen Ägypten und dem Perserreich. Psammetich III. unterlag mit seinen Truppen und wurde vom persischen König Kambyses II. zunächst ehrenvoll behandelt, nach einem Aufstandsversuch jedoch hingerichtet. Mit ihm endete die 26. Dynastie.
Neben der politischen Restauration der Verhältnisse des alten Ägypten ist auch in Bezug auf andere gesellschaftliche Aspekte eine Hinwendung zu den „klassischen“ Normen zu beobachten. Dies betrifft die Kunst wie auch die Religion. Trotz dieses Festhaltens an alter ägyptischer Tradition ist das Land auch großen Veränderungen unterworfen. Beispielsweise verlor die Stadt Theben für immer ihre Bedeutung als kultureller und administrativer Mittelpunkt Ägyptens an Saïs. Weiterhin lässt sich bei allen Herrschern der 26. Dynastie eine starke Anlehnung an die griechischen Stadtstaaten feststellen (wenngleich unter Pharao Apries der Versuch einer Loslösung von den Griechen erkennbar wird). Das Vorhandensein eines derartig großen Anteils von Söldnern im ägyptischen Heer war vorher in dieser Form unbekannt.

## 27. Dynastie (Erste Perserherrschaft)
Die persische Dynastie wurde von Kambyses II. gegründet. Nach der Eroberung Unterägyptens zog er mit seinem Heer weiter nach Westen. Dort verließ ihn sein Schlachtglück. Nach einer unbewiesenen Legende soll ihm in der Nähe der Oase Siwa sogar sein ganzes Heer abhandengekommen sein. Kambyses II. blieb bis 522 v. Chr. in Ägypten.
Nach dem Tod Kambyses II. übernahm 521 v. Chr. sein Nachfolger Darius I. den persischen Thron. Er, der als großer Erneuerer des persischen Großreichs gilt, interessierte sich deutlich mehr für das eroberte Ägypten. Unter seiner Regierung wurde der unter Necho II. begonnene Kanal 497 v. Chr. endlich fertiggestellt. Ägypten erlebte eine Zeit des Wohlstands. Doch als die Perser in der Schlacht bei Marathon im September 490 v. Chr. eine Niederlage gegen die Athener erlitten, erhoben sich die Ägypter gegen ihre Eroberer.
Xerxes I., der nach dem Tod des Dareios 486 v. Chr. neuer persischer Herrscher wurde, ernannte seinen Bruder Achaimenes zum ägyptischen Satrapen. Dieser zerschlug 484 v. Chr. den Aufstand und herrschte mit großer Härte über das Land. Als während der persischen Thronwirren 465 v. Chr. Xerxes I. ermordet wurde, kam es unter Inaros II. von Heliopolis, einem Sohn des Psammetich IV., und Amyrtaios von Sais erneut zu einem Aufstand. Doch auch dieses Mal konnten sich die Perser erfolgreich durchsetzen. Inaros wurde 454 v. Chr. nach der Zerschlagung des Aufstands hingerichtet. Nach dem Inaros-Aufstand soll Herodot in Ägypten gewesen sein.
Unter Artaxerxes I. herrschte in Ägypten relative Ruhe. Doch während der Herrschaft des nachfolgenden persischen Königs Darius II. flammten die Kämpfe, unterstützt durch griechische Söldnerheere, erneut auf. Ausgangsort war die Stadt Sais. Ägypten sagte sich nach seinem Tod 404 v. Chr. vom persischen Großreich los. Artaxerxes II. wurde zwar in Oberägypten noch zwei Jahre lang als ägyptischer Herrscher anerkannt, hatte aber eigentlich im Land keinerlei Bedeutung mehr.

## 28. Dynastie
Der einzige König dieser Dynastie war wohl der Enkel des Aufständischen Amyrtaios von Sais mit dem gleichen Namen. Amyrtaios sagte sich 404 v. Chr. vom persischen Großreich los und regierte zunächst nur in Unterägypten. In Oberägypten wurde er erst 400 v. Chr. anerkannt. Möglicherweise starb er 399 v. Chr. eines gewaltsamen Todes.

## 29. Dynastie
Nepherites I. kam durch die Entmachtung und Hinrichtung des Amyrtaios an die Macht. Unter ihm wurde die Hauptstadt von Sais nach Mendes verlegt. Es folgte für kurze Zeit gemäß demotischer Chronik sein Sohn, von Manetho als Muthis benannt. Ihn löste Hakor als neuer König ab, der zunächst aufgrund fehlender Akzeptanz und den damit verbundenen Schwierigkeiten mit Psammuthis zweimal gekrönt wurde.
Hakor gelang in seiner Amtszeit der Abschluss eines Bündnisvertrags mit den Griechen gegen die Perser, die erneut versuchten, nach Ägypten vorzudringen. Hakor konnte mit seinen starken See- und Landstreitkräften die ägyptischen Grenzen sichern. Als Hakor 379 v. Chr. starb, folgte für vier Monate Nepherites II. als letzter Pharao der 29. Dynastie.

## 30. Dynastie
Nektanebos I. aus Sebennytos löste Nepherites II. ab und riss die Macht an sich. Während seiner Regierungszeit erfolgte eine Aufrüstung des Heeres, um die Perser von Ägypten fernzuhalten. Sein zum Mitregenten erhobener Sohn Tachos zog nach dem Tod seines Vaters 359 v. Chr. nach Phönizien, um in einem Bündnis mit den Griechen den persischen König Artaxerxes II. anzugreifen. Sein Bruder, den er als Statthalter in Ägypten einsetzte, nutzte die Zeit von Tachos Abwesenheit und usurpierte für seinen Sohn Nektanebos II. mit Unterstützung der Priesterschaft den Thron. Mit der erneuten Einverleibung Ägyptens durch die Perser 341 v. Chr. endete die 30. Dynastie nach nur 18 Jahren.

## 31. Dynastie (Zweite Perserherrschaft)
Die zweite persische Ära dauerte nur von 341 bis 332 v. Chr. Artaxerxes III. soll mit harter Hand geherrscht haben. Die große Zerstörungswelle, die ihm zugeschrieben wird, mit der Zerstörung ganzer Städte und Tempelanlagen sowie den Plünderungen ägyptischer Heiligtümer, hat aber so wohl nie stattgefunden. Auch die Tötung des Apis-Stiers ist geschichtlich nicht nachweisbar.
Artaxerxes III. wurde 338 v. Chr. vergiftet. Auch sein Nachfolger Arses erlag 336 v. Chr. einem Giftanschlag.
Darius III. musste sich 333 v. Chr. in der Schlacht bei Issos dem anrückenden griechischen Heer unter Alexander dem Großen geschlagen geben. Ägypten gelangte so 332 v. Chr. kampflos in die Hände der Griechen.